# Kgari
Kgari est une ville du Botswana.